# 渭源县
渭源县是中国甘肃省定西市下辖的一个县，位于甘肃东南部，渭河上游。
渭源县经济主要以农业为主，经济相比附近其他行政区域比较落后。

## 行政区划
渭源县下辖12个镇、4个乡：
清源镇、莲峰镇、会川镇、五竹镇、路园镇、北寨镇、新寨镇、麻家集镇、锹峪镇、庆坪镇、祁家庙镇、上湾镇、大安乡、秦祁乡、峡城乡和田家河乡。

## 交通
- 全县覆盖有 316国道和 212国道国道以及 秦渭高速，分别通向陇西、西安、天水和兰州，是甘东南地区国道的主要交通干线。
- 貫穿全縣的蘭渝鐵路已於2017年9月29日通車，打通了甘肅去往西南地區的便捷通道，亦結束甘東南地區不通鐵路的歷史。

### 未来规划
目前，贯穿境内的 兰海高速由于财政原因，G75渭源段仍在规划中。G75高速是连接兰州、渭源、四川和重庆的重要交通干线，预计2013年渭源至四川段开工，2015年末竣工。

## 当地特产
本地特产有党参、黄芪、当归；马铃薯。